# Tsai Yuansheng
| 215080 Kaohsiung    | 20 marzo 2009 |
| 257248 Chouchiehlun | 20 marzo 2009 |
| 316020 Linshuhow    | 21 marzo 2009 |
| 365190 Kenting      | 22 marzo 2009 |

Tsai Yuansheng (蔡元生S, Cài YuánshēngP; 3 marzo 1969) è un astronomo taiwanese.
Laureatosi all'Accademia Navale di Taiwan, il Minor Planet Center gli accredita le scoperte di quattro asteroidi, effettuate tutte nel 2009, in parte in collaborazione con Chen Tao o Lin Qisheng.
Ha inoltre scoperto, primo e unico taiwanese, due comete sulle immagini della sonda SOHO .